# Antonio Guzmán Blanco
Antonio Leocadio Guzmán Blanco (Caracas, 1829. február 20. – Párizs, 1899. július 28.) 19. századi venezuelai politikus.

## Hivatali idejei
1870. április 27. és 1877. február 27. között, majd 1879. február 25. és 1884. április 26. között, valamint 1886. szeptember 15. és 1887. augusztus 8. között volt a dél-amerikai ország elnöke.

## Kitüntetései

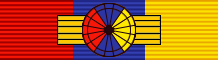
A Megszabadító Rendjének Nagymestere Aranymedál (spanyolul: Orden del Libertador) Venezuela második legfontosabb állami kitüntetése
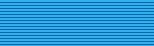
A hawaii Kalākaua Királyi Rendjének Nagykeresztje

## Fordítás
- Ez a szócikk részben vagy egészben  az   Antonio Guzmán Blanco című olasz Wikipédia-szócikk ezen változatának fordításán alapul.  Az eredeti cikk szerkesztőit annak laptörténete sorolja fel. Ez a jelzés csupán a megfogalmazás eredetét és a szerzői jogokat jelzi, nem szolgál a cikkben szereplő információk forrásmegjelöléseként.